# Deparia timetensis
Deparia timetensis är en majbräkenväxtart som först beskrevs av E. Brown, och fick sitt nu gällande namn av Masahiro Kato. Deparia timetensis ingår i släktet Deparia och familjen Athyriaceae. Inga underarter finns listade.